# Stephen Schwartz
Stephen Lawrence Schwartz (6 de març de 1948) és un lletrista i compositor de musicals estatunidenc. En una carrera que abasta més de quatre dècades, Schwartz ha escrit èxits musicals com Godspell (1971), Pippin (1972) i Wicked (2003). També ha contribuït amb la lletra d'una sèrie de pel·lícules d'èxit, com Pocahontas (1995), El geperut de Notre Dame (1996), El príncep d'Egipte (1998, lletra i música) i Enchanted (2007). Schwartz ha guanyat el Drama Desk Award for Outstanding Lyrics, tres Premis Grammy, tres Premis Oscar i ha estat nominat a sis premis Tony. El 2015 va rebre el premi Isabelle Stevenson, un premi Tony especial, pel seu compromís a servir artistes i a fomentar el nou talent.

## Primers anys i educació
Schwartz va néixer a la ciutat de Nova York; és fill de Sheila Lorna Siegal, una mestra, i Stanley Leonard Schwartz, un empresari. Va créixer a la zona de Williston Park, al Comtat de Nassau (Nova York). Es va graduar a la Mineola High School el 1964. També va estudiar piano i composició a l'Escola Juilliard mentre feia l'educació secundària. Schwartz es va graduar a la Universitat Carnegie Mellon el 1968 amb un Bachelor of Fine Arts (BFA) en teatre.

## Inicis de la seva carrera
Al seu retorn a Nova York, Schwartz va treballar com a productor per al segell RCA i poc després va començar a fer feina en el teatre de Broadway. Va col·laborar en la primera òpera rock americana, The Survival of St. Joan. Va compondre una cançó per a la banda sonora de la pel·lícula Les papallones són lliures.
En 1971, ell va escriure la música i la lletra de Godspell, per la qual va guanyar diversos premis, entre els quals destaquen dos Grammy. Posteriorment, va col·laborar amb Leonard Bernstein en l'elaboració dels textos de la Mass d'aquest compositor, una obra que es va estrenar el John F. Kennedy Center for the Performing Arts de Washington, DC. El 1972, va estrenar a Broadway el musical Pippin. Schwartz havia començat a escriure cançons per a Pippin a la universitat, encara que cap de les cançons de la versió universitària va acabar en la producció de Broadway. Tant Pippin com Godspell segueixen sent representats amb una certa freqüència.
Dos anys després de Pippin, Schwartz va compondre la música i la lletra de The Magic Show, que va aconseguir unes 2.000 representacions. El 1974, als 26 anys, Schwartz tenia tres musicals que es representaven a Nova York simultàniament. Va compondre la música i la lletra de The Baker's Wife, un musical que es va estrenar i va fer una gira el 1976, però no es va arribar representar a Broadway. S'han fet diverses produccions, una a Londres el 1990 dirigida per Trevor Nunn i, el 2005, al Paper Mill Playhouse de Nova Jersey.
En 1978, el següent projecte de Schwartz a Broadway va ser una versió musical de Working, de Studs Terkel que va adaptar i dirigir. Va guanyar el Drama Desk Award com a millor director. El 1977, Schwartz va escriure un llibre infantil, The Perfect Peach i més tard, va compondre cançons per a una obra infantil, The Trip.

## Consolidació
En 1991, va escriure la música i la lletra del musical Children of Eden. Posteriorment va començar a treballar en el món del cinema, col·laborant com a lletrista amb Alan Menken en la música de pel·lícules animades de Disney. La primera, Pocahontas (1995), per la qual van rebre dos premis Oscar, El geperut de Notre Dame (1996). Ell també va col·laborar en les cançons de la primera pel·lícula d'animació de DreamWorks, The Prince of Egypt (1998) i va guanyar un altre Oscar, a la millor cançó original per "When You Believe". Va escriure la música i la lletra del musical per a la televisió, Geppetto (2000).
En 2003, Schwartz va tornar a Broadway, com a compositor i lletrista del musical Wicked, basat en la novel·la [[Wicked (novel·la)|Wicked]], de Gregory Maguire; Schwartz va guanyar un premi Grammy. El 23 de març de 2006, la producció de Broadway de Wicked va superar les 1000 representacions, per la qual cosa Schwartz es va convertir en un dels quatre compositors (els altres tres són Andrew Lloyd Webber, Jerry Herman i Richard Rodgers) a tenir tres obres durant molt de temps a Broadway (els altres dos van ser Pippin i The Magic Show). En 2007, Schwartz, amb Jerry Herman, són els dos únics compositors/lletristes a tenir tres obres amb més de 1.500 representacions a Broadway.
En 2008, Applause Books Teatre i Cinema va publicar la primera biografia de Schwartz titulada Defying Gravity, de Carol de Giere. El llibre és una visió integral de la seva carrera i la seva vida, i també inclou seccions sobre com escriure per al teatre musical.
Schwartz es va casar amb Carole Piasecki el 6 de juny de 1969. Tenen dos fills, Jessica i Scott.

## Premis i nominacions
Schwartz ha guanyat molts premis entre els quals cal destacar tres Oscar, quatre Grammys, quatre Drama Desk, un Globus d'Or i el premi Richard Rodgers a l'Excel·lència en Teatre Musical, que ell descriu com a "un petit grapat de trofeus de tennis".
Ha rebut sis nominacions als premis Tony, entre altres coses, per la música i la lletra de Wicked, Pippin, i Godspell. L'abril de 2008, Schwartz va aconseguir una estrella en el Hollywood Walk of Fame. El 2009, va ser admès en el Saló de la Fama dels compositors de cançons. I, també el 2009, va ser reconegut en el Saló de la Fama de l'American Theatre. La cerimònia va tenir lloc en la nit del 25 de gener de 2010.

## Principals obres
Teatre
- Les papallones són lliures (1969), cançó del títol (obra de teatre i pel·lícula).
- Godspell (1971), compositor, lletrista.
- Mass (1971), textos (en col·laboració amb Leonard Bernstein).
- Pippin (1972), compositor, lletrista.
- The Magic Show (1974), compositor, lletrista.
- La dona del forner (1976), compositor, lletrista.
- Working (1978), l'adaptació, direcció, compositor, lletrista de quatre cançons.
- Personals (1985), compositor de tres temes.
- The Trip (1986), espectacle per a nens; és compositor i lletrista.
- Rags (1986), lletrista.
- Children of Eden (1991), compositor, lletrista.
- Der Glöckner von Notre Dame (1999 Berlín), lletrista d'Alan Menken (versió teatral de Disney de, El geperut de Notre Dame), Michael Kunze va traduir les lletres en alemany.
- Wicked (2003), compositor, lletrista.
- Tiruvasakam - 2005, traducció a l'anglès dels versicles de l'himne en tàmil sobre Siva de Manickavasagar; el compositor indi Ilaiyaraaja va escriure la música.
- Snapshots (2005)
- El capità Louie (2005)
- Mit Eventyr – My Fairy Tale (2005) (van contribuir amb sis cançons).
- Séance on a Wet Afternoon (2009), òpera.
- Houdini (2013/2014)

Enregistraments
- Reluctant Pilgrim (1997)
- Uncharted Territory (2001)

Llibres
- The Perfect Peach (1977) llibre infantil.
- Defying Gravity (2008) Biografia .

Cinema
- Godspell (1973) compositor, lletrista.
- Pocahontas (1995) lletrista.
- El geperut de Notre Dame (1996) lletrista.
- El príncep d'Egipte (1998) compositor, lletrista.
- Enchanted (2007) lletrista.
- Wicked (2019) compositor

Televisió
- Working, director.
- Geppetto (2000) compositor, lletrista.
- Johnny i les fades (2005), cançó principal.

Coral
- The Chanukah Song (We are Lights)
- Kéramos
- Testimony (2012)